# Тишура, Владимир Иванович
Владимир Иванович Тишура (укр. Володимир Іванович Тишура; 15 декабря 1959, Сиверская, Гатчинский район, Ленинградская область — 10 мая 1986, Москва) — ликвидатор аварии на Чернобыльской АЭС, старший пожарный шестой самостоятельной военизированной пожарной части по охране города Припяти, Герой Украины (2006, посмертно).

## Биография

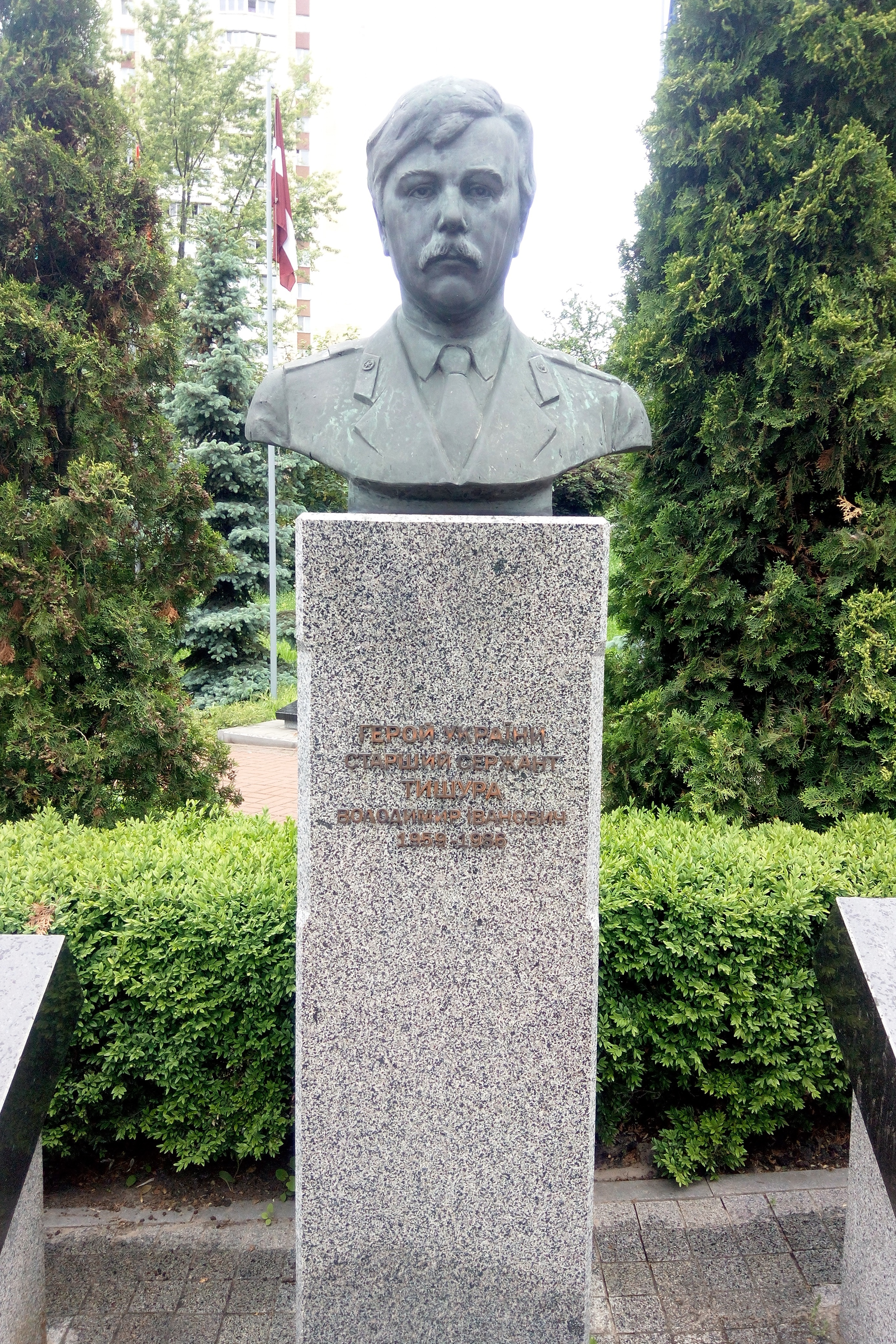
Бюст Владимиру Тишуре на Аллее "Героев Чернобыля" в Киеве

Родился 15 декабря 1959 года на станции Сиверская Гатчинского района Ленинградской области. Русский. В 1974 году окончил судостроительное училище, в 1977 году Хабаровское МПТУ-30.
С июля 1977 по апрель 1978 года работал трубопроводчиком военной части в Петропавловске. С 1978 по май 1980 служил в Советской армии командиром отделения. После увольнения в запас с июня 1980 по июнь 1981 года был слесарем Чернобыльского межрайонного производственного управления. По направлению этого коллектива в декабре 1982 года стал пожарным, потом старшим пожарным в СПВЧ-6. Увлекался мотоспортом, был перворазрядником. Досконально разбирался в мототехнике.
Сержант внутренней службы. Служил старшим пожарным в 6-й самостоятельной военизированной пожарной части Управления внутренних дел Киевского облисполкома (охрана г. Припяти). Принимал непосредственное участие в тушении пожара на Чернобыльской АЭС в ночь с 25 на 26 апреля 1986 года.
Скончался от острой лучевой болезни в 6-й клинической больнице (Москва) 10 мая 1986 года. Похоронен на Митинском кладбище в Москве.

## Награды
- Звание Герой Украины с удостаиванием ордена «Золотая Звезда» (21 апреля 2006 года) — за героический подвиг во имя жизни нынешних и будущих поколений, личное мужество и самопожертвование, проявленные при ликвидации аварии на Чернобыльской АЭС (посмертно)[4]
- Знак отличия Президента Украины — крест «За мужество» (8 мая 1996 года) — за личное мужество и отвагу, проявленные при ликвидации аварии на Чернобыльской АЭС (посмертно)[5]
- Посмертно награждён орденом Красного Знамени[6].